# Fed Cup 2018 – baráž Světové skupiny II
Baráž Světové skupiny II Fed Cupu 2018 představovala čtyři mezistátní zápasy, které se hrály mezi 21. a 22. dubnem 2018. Střetly se v nich čtyři týmy, které odešly poraženy ze čtvrtfinále druhé světové skupiny – Rusko, Ukrajina, Kanada a Španělsko, se čtyřmi vítěznými družstvy z 1. skupin kontinentálních zón. Lotyšsko a Velká Británie se k barážovým zápasům kvalifikovaly z evropsko-africké zóny, Japonsko z asijsko-oceánské zóny a Paraguay z americké zóny. Podle aktuálního žebříčku ITF byly čtyři nejvýše klasifikované týmy nasazeny. 
Vítězné týmy – Lotyšsko, Španělsko, Kanada a Japonsko, si zajistily účast ve Světové skupině II 2019 a poražení – Rusko, Paraguay, Ukrajina a Velká Británie, sestoupili do 1. skupin tří kontinentálních zón pro rok 2019.

## Účastníci
| Účastníci druhé světové baráže | Účastníci druhé světové baráže | Účastníci druhé světové baráže | Účastníci druhé světové baráže |
| Japonsko                       | Kanada                         | Lotyšsko                       | Paraguay                       |
| Rusko                          | Španělsko                      | Ukrajina                       | Velká Británie                 |
| ------------------------------ | ------------------------------ | ------------------------------ | ------------------------------ |

## Barážová utkání

### Rusko vs. Lotyšsko
| Centrum tenisového rozvoje, Chanty-Mansijsk, Rusko 21.–22. dubna 2018 antuka (hala) | |                                                                                     |     |     |     |  |
| \| 1. \| \| Anastasija Pavljučenkovová Anastasija Sevastovová \| 6 3 \| 2 6 \| 6 4 \| \| \| 2. \| \| Jekatěrina Makarovová Jeļena Ostapenková \| 5 7 \| 4 6 \| \| \| \| 3. \| \| Anastasija Pavljučenkovová Jeļena Ostapenková \| 5 7 \| 1 6 \| \| \| \| 4. \| \| Jekatěrina Makarovová Anastasija Sevastovová \| 2 6 \| 5 7 \| \| \| \| 5. \| \| Jelena Vesninová / Natalja Vichljancevová Diāna Marcinkēvičová / Daniela Vismaneová \| 6 4 \| 6 2 \| \| \| \| Nominace \| \| \| \| \| \| \| \| \| Rusko: Anastasija Pavljučenkovová (27./75.), Jekatěrina Makarovová (32./2.), Jelena Vesninová (43./2.), Natalja Vichljancevová (81./690.), nehrající kapitán Igor Andrejev \| \| \| \| \| \| \| \| Lotyšsko: Jeļena Ostapenková (5./44.), Anastasija Sevastovová (15./127.), Diāna Marcinkēvičová (273./179.), Daniela Vismaneová (793./—), nehrající kapitán Andis Juska \| \| \| \| \| \| \| Podrobnosti \| \| \| \| \| \| \| \| \| Rusko se s Lotyšskem před baráží nikdy nepotkalo. \| \| \| \| \| \| | |                                                                                     |     |     |     |  |
| | |                                                                                     | 1.  | 2.  | 3.  |  |
| 1. | | Anastasija Pavljučenkovová Anastasija Sevastovová                                   | 6 3 | 2 6 | 6 4 |  |
| 2. | | Jekatěrina Makarovová Jeļena Ostapenková                                            | 5 7 | 4 6 |     |  |
| 3. | | Anastasija Pavljučenkovová Jeļena Ostapenková                                       | 5 7 | 1 6 |     |  |
| 4. | | Jekatěrina Makarovová Anastasija Sevastovová                                        | 2 6 | 5 7 |     |  |
| 5. | | Jelena Vesninová / Natalja Vichljancevová Diāna Marcinkēvičová / Daniela Vismaneová | 6 4 | 6 2 |     |  |
| Nominace | |                                                                                     |     |     |     |  |
| | Rusko: Anastasija Pavljučenkovová (27./75.), Jekatěrina Makarovová (32./2.), Jelena Vesninová (43./2.), Natalja Vichljancevová (81./690.), nehrající kapitán Igor Andrejev |                                                                                     |     |     |     |  |
| | Lotyšsko: Jeļena Ostapenková (5./44.), Anastasija Sevastovová (15./127.), Diāna Marcinkēvičová (273./179.), Daniela Vismaneová (793./—), nehrající kapitán Andis Juska     |                                                                                     |     |     |     |  |
| Podrobnosti | |                                                                                     |     |     |     |  |
| | Rusko se s Lotyšskem před baráží nikdy nepotkalo. |                                                                                     |     |     |     |  |

### Španělsko vs. Paraguay
| Centro de Tenis La Manga Club, Cartagena, Španělsko 21.–22. dubna 2018 antuka | | |      |     |     |            |
| \| 1. \| \| Carla Suárezová Navarrová Verónica Cepedeová Roygová \| 6 2 \| 6 2 \| \| \| \| 2. \| \| Garbiñe Muguruzaová Montserrat Gonzálezová \| 6 4 \| 5 7 \| 6 4 \| \| \| 3. \| \| Garbiñe Muguruzaová Verónica Cepedeová Roygová \| 7 62 \| 6 0 \| \| \| \| 4. \| \| Carla Suárezová Navarrová Montserrat Gonzálezová \| \| \| \| nehrálo se \| \| 5. \| \| Georgina Garcíaová Pérezová / María José Martínezová Sánchezová Verónica Cepedeová Roygová / Montserrat Gonzálezová \| 3 6 \| 2 6 \| \| \| \| Nominace \| \| \| \| \| \| \| \| \| Španělsko: Garbiñe Muguruzaová (3./470.), Carla Suárezová Navarrová (25./—), Georgina Garcíaová Pérezová (146./125.), María José Martínezová Sánchezová (—/18.), nehrající kapitánka Anabel Medinaová Garriguesová \| \| \| \| \| \| \| \| Paraguay: Verónica Cepedeová Roygová (84./272.), Montserrat Gonzálezová (338./296.), Camila Giangrecová Campizová (547./433.), Lara Escaurizová (943./516.), nehrající kapitán Ramon Delgado \| \| \| \| \| \| \| Podrobnosti \| \| \| \| \| \| \| \| \| Španělsko se s Paraguayí před baráží nikdy nepotkalo. Paraguay usilovala o první účast ve druhé světové skupině, když dvě předchozí baráže 1995 a 2015 prohrála. \| \| \| \| \| \| | | |      |     |     |            |
| | | | 1.   | 2.  | 3.  |            |
| 1. | | Carla Suárezová Navarrová Verónica Cepedeová Roygová                                                                | 6 2  | 6 2 |     |            |
| 2. | | Garbiñe Muguruzaová Montserrat Gonzálezová                                                                          | 6 4  | 5 7 | 6 4 |            |
| 3. | | Garbiñe Muguruzaová Verónica Cepedeová Roygová                                                                      | 7 62 | 6 0 |     |            |
| 4. | | Carla Suárezová Navarrová Montserrat Gonzálezová                                                                    |      |     |     | nehrálo se |
| 5. | | Georgina Garcíaová Pérezová / María José Martínezová Sánchezová Verónica Cepedeová Roygová / Montserrat Gonzálezová | 3 6  | 2 6 |     |            |
| Nominace | | |      |     |     |            |
| | Španělsko: Garbiñe Muguruzaová (3./470.), Carla Suárezová Navarrová (25./—), Georgina Garcíaová Pérezová (146./125.), María José Martínezová Sánchezová (—/18.), nehrající kapitánka Anabel Medinaová Garriguesová | |      |     |     |            |
| | Paraguay: Verónica Cepedeová Roygová (84./272.), Montserrat Gonzálezová (338./296.), Camila Giangrecová Campizová (547./433.), Lara Escaurizová (943./516.), nehrající kapitán Ramon Delgado                       | |      |     |     |            |
| Podrobnosti | | |      |     |     |            |
| | Španělsko se s Paraguayí před baráží nikdy nepotkalo. Paraguay usilovala o první účast ve druhé světové skupině, když dvě předchozí baráže 1995 a 2015 prohrála.                                                   | |      |     |     |            |

### Kanada vs. Ukrajina
| Uniprix Stadium, Montréal, Kanada 21.–22. dubna 2018 tvrdý – Premier (hala) | |                                                                                 |     |     |      |       |
| \| 1. \| \| Bianca Andreescuová Lesja Curenková \| 6 4 \| 3 6 \| 0 4 \| skreč \| \| 2. \| \| Eugenie Bouchardová Kateryna Bondarenková \| 6 2 \| 7 5 \| \| \| \| 3. \| \| Eugenie Bouchardová Lesja Curenková \| 4 6 \| 6 2 \| 7 65 \| \| \| 4. \| \| Gabriela Dabrowská Kateryna Bondarenková \| 6 3 \| 2 6 \| 1 6 \| \| \| 5. \| \| Bianca Andreescuová / Gabriela Dabrowská Kateryna Bondarenková / Olga Savčuková \| 6 3 \| 4 6 \| 6 3 \| \| \| Nominace \| \| \| \| \| \| \| \| \| Kanada: Eugenie Bouchardová (111./120.), Françoise Abandová (127./—), Bianca Andreescuová (221./164.), Gabriela Dabrowská (362./10.), nehrající kapitán Sylvain Bruneau \| \| \| \| \| \| \| \| Ukrajina: Lesja Curenková (41./122.), Kateryna Bondarenková (78./56.), Olga Savčuková (854./50.), nehrající kapitán Michail Filima \| \| \| \| \| \| \| Podrobnosti \| \| \| \| \| \| \| \| \| Poměr vzájemných střetnutí mezi Kanadou a Ukrajinou před baráží činil 1:0, když jediné předchozí utkání vyhrály Kanaďanky 3:2 v roce 2013.Kateryna Bondarenková se v 31 letech a 256 dnech stala historicky nejstarší Ukrajinkou, která zasáhla do soutěže. \| \| \| \| \| \| | |                                                                                 |     |     |      |       |
| | |                                                                                 | 1.  | 2.  | 3.   |       |
| 1. | | Bianca Andreescuová Lesja Curenková                                             | 6 4 | 3 6 | 0 4  | skreč |
| 2. | | Eugenie Bouchardová Kateryna Bondarenková                                       | 6 2 | 7 5 |      |       |
| 3. | | Eugenie Bouchardová Lesja Curenková                                             | 4 6 | 6 2 | 7 65 |       |
| 4. | | Gabriela Dabrowská Kateryna Bondarenková                                        | 6 3 | 2 6 | 1 6  |       |
| 5. | | Bianca Andreescuová / Gabriela Dabrowská Kateryna Bondarenková / Olga Savčuková | 6 3 | 4 6 | 6 3  |       |
| Nominace | |                                                                                 |     |     |      |       |
| | Kanada: Eugenie Bouchardová (111./120.), Françoise Abandová (127./—), Bianca Andreescuová (221./164.), Gabriela Dabrowská (362./10.), nehrající kapitán Sylvain Bruneau                                                                                     |                                                                                 |     |     |      |       |
| | Ukrajina: Lesja Curenková (41./122.), Kateryna Bondarenková (78./56.), Olga Savčuková (854./50.), nehrající kapitán Michail Filima |                                                                                 |     |     |      |       |
| Podrobnosti | |                                                                                 |     |     |      |       |
| | Poměr vzájemných střetnutí mezi Kanadou a Ukrajinou před baráží činil 1:0, když jediné předchozí utkání vyhrály Kanaďanky 3:2 v roce 2013.Kateryna Bondarenková se v 31 letech a 256 dnech stala historicky nejstarší Ukrajinkou, která zasáhla do soutěže. |                                                                                 |     |     |      |       |

### Japonsko vs. Velká Británie
| Bourbon Beans Dome, Miki, Japonsko 21.–22. dubna 2018 tvrdý – DecoTurf (hala) | |                                                                      |       |     |     |  |
| \| 1. \| \| Naomi Ósakaová Heather Watsonová \| 6 2 \| 6 3 \| \| \| \| 2. \| \| Kurumi Naraová Johanna Kontaová \| 4 6 \| 2 6 \| \| \| \| 3. \| \| Naomi Ósakaová Johanna Kontaová \| 3 6 \| 3 6 \| \| \| \| 4. \| \| Kurumi Naraová Heather Watsonová \| 79 67 \| 6 4 \| \| \| \| 5. \| \| Miju Katová / Makoto Ninomijová Johanna Kontaová / Heather Watsonová \| 3 6 \| 6 3 \| 6 3 \| \| \| Nominace \| \| \| \| \| \| \| \| \| Japonsko: Naomi Ósakaová (22./908.), Kurumi Naraová (100./450.), Miju Katová (138./55.), Makoto Ninomijová (579./33.), nehrající kapitán Tošihisa Cučihaši \| \| \| \| \| \| \| \| Velká Británie: Johanna Kontaová (23./211.), Heather Watsonová (77./64.), Gabriella Taylorová (275./507.), Anna Smithová (—/48.), nehrající kapitánka Anne Keothavongová \| \| \| \| \| \| \| Podrobnosti \| \| \| \| \| \| \| \| \| Poměr vzájemných střetnutí mezi Japonskem a Velkou Británií před baráží činil 0:2, když obě předchozí utkání v letech 1972 a 1985 Britky vyhrály. Velká Británie usilovala již dvacet pět let o návrat mezi šestnáct nejlepších družstev, hrajících světové skupiny. Z rozhodující čtyřhry za stavu 2:2 však odešly Britky poraženy. \| \| \| \| \| \| | |                                                                      |       |     |     |  |
| | |                                                                      | 1.    | 2.  | 3.  |  |
| 1. | | Naomi Ósakaová Heather Watsonová                                     | 6 2   | 6 3 |     |  |
| 2. | | Kurumi Naraová Johanna Kontaová                                      | 4 6   | 2 6 |     |  |
| 3. | | Naomi Ósakaová Johanna Kontaová                                      | 3 6   | 3 6 |     |  |
| 4. | | Kurumi Naraová Heather Watsonová                                     | 79 67 | 6 4 |     |  |
| 5. | | Miju Katová / Makoto Ninomijová Johanna Kontaová / Heather Watsonová | 3 6   | 6 3 | 6 3 |  |
| Nominace | |                                                                      |       |     |     |  |
| | Japonsko: Naomi Ósakaová (22./908.), Kurumi Naraová (100./450.), Miju Katová (138./55.), Makoto Ninomijová (579./33.), nehrající kapitán Tošihisa Cučihaši |                                                                      |       |     |     |  |
| | Velká Británie: Johanna Kontaová (23./211.), Heather Watsonová (77./64.), Gabriella Taylorová (275./507.), Anna Smithová (—/48.), nehrající kapitánka Anne Keothavongová |                                                                      |       |     |     |  |
| Podrobnosti | |                                                                      |       |     |     |  |
| | Poměr vzájemných střetnutí mezi Japonskem a Velkou Británií před baráží činil 0:2, když obě předchozí utkání v letech 1972 a 1985 Britky vyhrály. Velká Británie usilovala již dvacet pět let o návrat mezi šestnáct nejlepších družstev, hrajících světové skupiny. Z rozhodující čtyřhry za stavu 2:2 však odešly Britky poraženy. |                                                                      |       |     |     |  |